# E. E. Smith
Edward Elmer Smith (también conocido como Doc Smith y Skylark Smith; Sheboygan, Wisconsin, 2 de mayo de 1890 - Seaside, Oregón, 31 de agosto de 1965) fue un ingeniero químico estadounidense especializado en ingeniería alimentaria, más conocido por su faceta de escritor de ciencia ficción. Es llamado en ocasiones el "padre de la space opera".

## Biografía
Edward Elmer Smith nació en Sheboygan (Wisconsin) el 2 de mayo de 1890, hijo de Fred Jay Smith, un marino, y Caroline Mills Smith, maestra, ambos presbiterianos, y tuvo cuatro hermanos, dos varones y dos mujeres. Su familia se mudó a Spokane (Washington) y posteriormente a Seneaquoteen y Markham (Idaho). Realizó trabajos manuales hasta que, a los 19 años, se dañó la muñeca al huir de un incendio.  
Estudió en la Universidad de Idaho, donde obtuvo dos títulos en ingeniería química. Tras graduarse trabajó para la Oficina Nacional de Estándares y sirvió en la caballería durante la Primera Guerra Mundial.
Se casó el 5 de octubre de 1915 en Boise (Idaho) con Jeanne Craig MacDougall, hermana de su compañero de cuarto de la universidad. (La hermana de Jeanne se llamaba Clarissa MacLean MacDougall; "Doc" Smith dio el nombre de Clarrissa MacDougall a la heroína de la serie Lensman). Juntos tuvieron tres hijos: Roderick (1918), Verna Jean (192) y Clarissa (1921).
Ese mismo año de 1915, su vecino, en una conversación, le sugirió que plasmase sus especulaciones acerca de los viajes espaciales en forma de novela. Smith objetó que el libro no se vendería sin episodios románticos, que le incomodaría escribir. La mujer de su vecino se ofreció a escribir esas partes si él escribía el núcleo de la historia. Smith aceptó y el resultado fue Skylark of Space. La historia fue publicada en Amazing Stories ocho años después. Sin embargo, los 125 dólares que recibió por ella no compensaron el dinero que gastó en enviar el manuscrito a las editoriales.
En 1917 obtiene un máster en química por la Universidad de Washington y en 1918 se doctora. Además de escritor, "Doc" Smith trabajó como químico en la industria alimentaria.
Murió el 31 de agosto de 1965 en Seaside (Oregón), a los 75 años. En su honor, la Asociación de Ciencia Ficción de Nueva Inglaterra concede desde 1966 el premio Skylark a autores que han destacado por sus contribuciones a la ciencia ficción y por sus cualidades personales.

## Obra
La obra de "Doc" Smith está considerada como el germen de la space opera, con millones de naves espaciales, conos de destrucción, seres de puro intelecto con miles de años de edad y poderes psiónicos, galaxias enteras destruidas por la guerra, entre otros elementos ahora clásicos.
Su amigo Robert A. Heinlein cuenta de él que es posible que "Doc" Smith se basara para sus personajes (aparentemente irreales) en lo que para él era la vida real: "Doc" Smith era alto, rubio, atlético e inteligente, y su mujer era atractiva, pelirroja e igualmente inteligente.

### Series

#### Lensman
- Triplanetary (1934). ¡Triplanetario! Novaro. Joyas de Bolsillo, 357. 1970; Triplanetaria Río Henares Producciones Graficas [Pulp Ediciones], Col. Omean, 6 ISBN 978-84-95741-11-0 2002
- First Lensman (1950). El planeta secreto.  Editorial Novaro, Joyas de Bolsillo, 366. 1971; Primer hombre de la lente. Río Henares Producciones Graficas [Pulp Ediciones], Col. Omean 8 ISBN 978-84-95741-17-2 2002
- Galactic Patrol (1937). Patrulla galáctica. Río Henares Producciones Graficas [Pulp Ediciones], Col. Omean, 12  ISBN 978-84-95741-33-2 2003
- Gray Lensman (1939). Hombres de la lente gris. Río Henares Producciones Graficas [Pulp Ediciones], Col. Omean, 17  ISBN 978-84-95741-60-8 2004
- Second Stage Lensman (1941). El espía interplanetario. Editorial Novaro, Joyas de Bolsillo, 354. 1969
- Children of the Lens (1947)
- The Vortex Blaster (fix-up 1941, 1942, 1960). Torbellinos nucleares. Romeu Ed. ISBN 84-400-0558-X 1969

#### Skylark

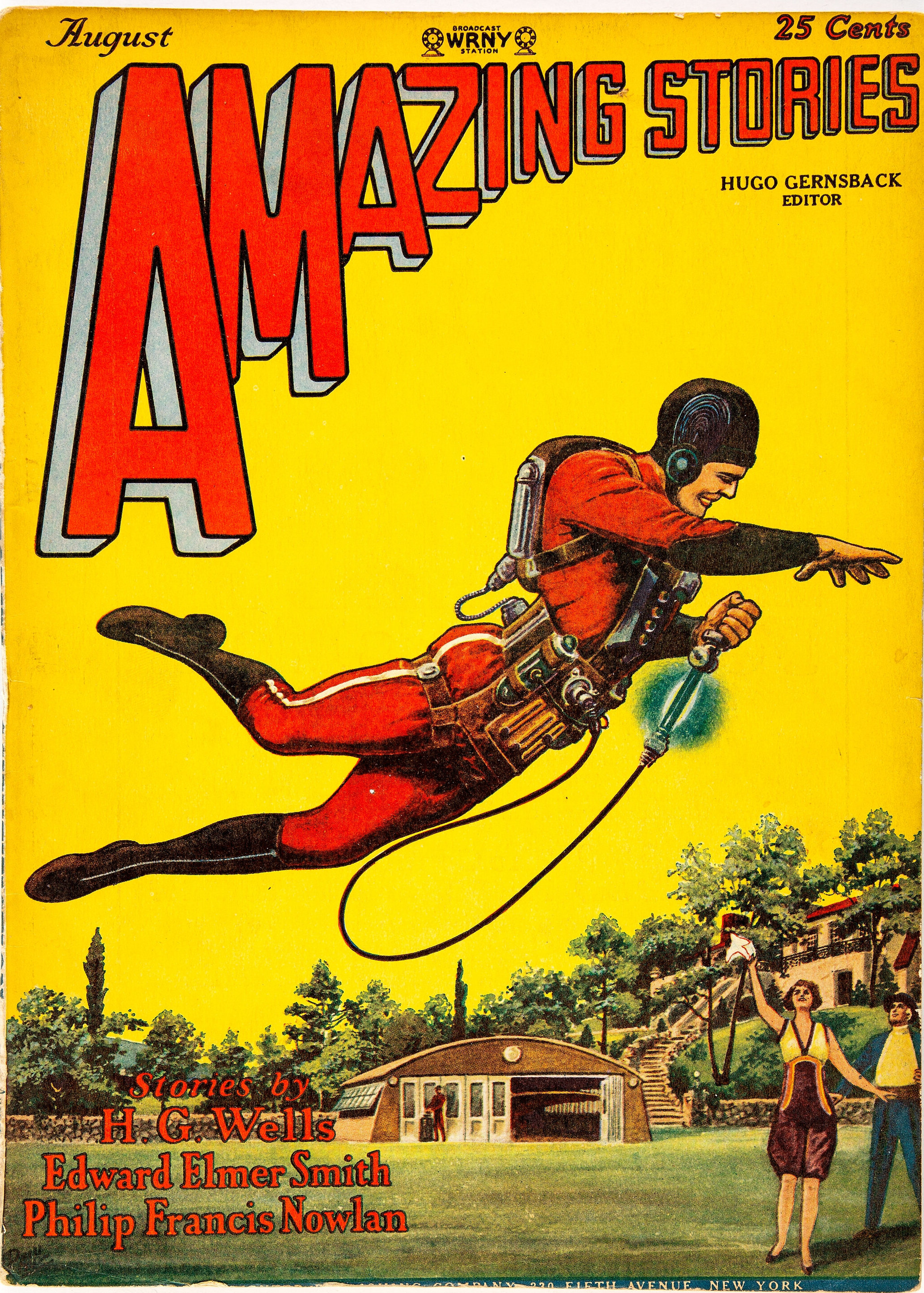
The Skylark of Space, de E.E. Smith

- The Skylark of Space (1920). La estrella apagada. Cenit, 1961; La alondra del espacio. Bibliópolis. Col. Cyberdark Vintage, 3 ISBN 978-84-15157-20-5 2018
- Skylark Three (1930). ¡Galaxia en peligro!. Editorial Novaro. 1967
- Skylark of Valeron (1934). Un mundo destruido. Editorial Novaro. 1971
- Skylark DuQuesne (1965)

#### Subspace
- Subspace Explorers (1965)
- Subspace Encounter (1983)

#### Family d'Alembert (con Stephen Goldin)
- Imperial Stars (1976)
- Stranglers' Moon (1976)
- The Clockwork Traitor (1976)
- Getaway World (1977)
- Appointment at Bloodstar (1978)
- The Purity Plot (1978)
- Planet of Treachery (1981)
- Eclipsing Binaries (1983)
- The Omicron Invasion (1984)
- Revolt of the Galaxy (1985)

#### Lord Tedric (con Gordon Eklund)
- Lord Tedric (1978)
- The Space Pirates (1979)
- Black Knight of the Iron Sphere (1979)
- Alien Realms (1980)

### Novelas
- Spacehounds of IPC (1931)
- The Galaxy Primes (1959)

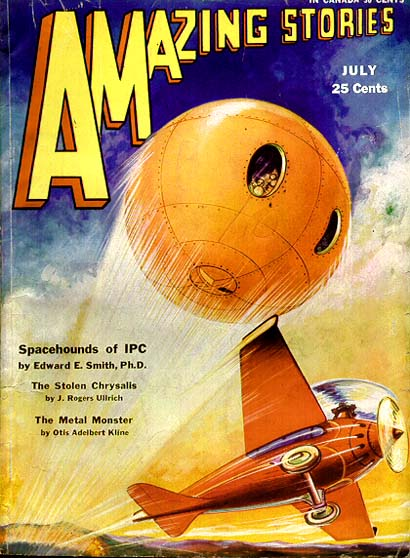
Spacehounds of IPC, de E. E. Smith

- Masters of Space (1976) (con E. Everett Evans)

## Premios
- 1999 — Premio William James
- 2004 — Incluido en el Salón de la Fama de la Ciencia Ficción